# Anyphaena andina
Anyphaena andina är en spindelart som beskrevs av Chamberlin 1916. Anyphaena andina ingår i släktet Anyphaena och familjen spökspindlar.
Artens utbredningsområde är Peru. Inga underarter finns listade i Catalogue of Life.